# 허진 (1853년)
허진(許璡, 1853년 음력 7월 22일 ~ 1932년 양력 12월 11일)은 조선 말기의 무관이다. 일제강점기에는 조선총독부 중추원 부찬의를 지냈다. 본관은 양천(陽川).

## 생애
1868년 10대 중반의 나이에 무과에 합격하여 관직에 나가게 되었다. 1875년 평안남도 양원군 군수, 1878년 전라남도 해남군 군수 등으로 젊은 나이에 군수를 역임했다. 이후 경기도, 평안남도 등의 지방관을 거쳤다.
1886년에는 전라우도수군절도사에 임명되었고, 선전관, 병조참의, 순무영 중군 등 무관으로서 거칠 수 있는 요직을 맡았다. 1895년 함경남도병마절도사, 함흥부, 진주부 관찰사 등을 거쳐 경무사 자리에 있던 중 아관파천이 일어나 김홍집 내각의 몰락과 함께 면직되었다. 1898년 대한제국 중추원 의관으로 관직에 복귀했다.
1907년에 유림 단체인 대동학회 평의원을 맡은 것을 시작으로 사회 활동에 나섰다. 이 무렵은 이미 일본의 세력이 강성해지면서 한일 병합 조약 체결이 가시화되던 때였다. 허진은 기호흥학회 찬무원, 대한협회 회원, 국민연설회 회장을 차례로 지냈다. 이 중 허진이 민영소의 뒤를 이어 회장으로 취임한 국민연설회는 이완용의 조종으로 설립되어 일진회와는 경쟁적인 활동을 벌인 단체로, 겉으로는 “합방 시기상조론”을 내세웠다. 한편 1909년 이토 히로부미가 안중근에게 살해되었을 때 허진이 동양의 영웅을 잃었다며 탄식했다는 기록이 있다.
1910년 한일 병합이 성사되면서 조선총독부가 자문기관으로 설치한 중추원의 부찬의로 임명되었고, 1921년까지 재임했다. 이 기간 중 조선귀족관광단의 일원으로 일본을 방문하여 메이지 천황의 환대를 받고 이토의 묘소도 참배한 바 있다. 허진은 조선귀족 작위는 받지 못했으나 대한제국의 고관을 지낸 인물로서 총 64명으로 구성된 조선귀족관광단에는 포함될 수 있었다. 1912년과 1915년 일본 정부가 각각 수여한 한국병합기념장과 다이쇼대례기념장을 받았다.
2002년 발표된 친일파 708인 명단과 2008년 민족문제연구소가 정리한 친일인명사전 수록예정자 명단에 모두 선정되었으며, 2007년 대한민국 친일반민족행위진상규명위원회가 발표한 친일반민족행위 195인 명단에도 포함되었다.

## 같이 보기
- 아관파천
- 대동학회
- 국민연설회
- 조선총독부 중추원

## 참고자료
- 친일반민족행위진상규명위원회 (2007년 12월). 〈허진〉 (PDF). 《2007년도 조사보고서 II - 친일반민족행위결정이유서》. 서울. 886~892쪽쪽. 발간등록번호 11-1560010-0000002-10. [깨진 링크(과거 내용 찾기)]